# Oenothera pellegrinii
Oenothera pellegrinii är en dunörtsväxtart som beskrevs av A. Soldano. Oenothera pellegrinii ingår i släktet nattljussläktet, och familjen dunörtsväxter. Inga underarter finns listade i Catalogue of Life.